# Protesilaus leucosilaus
Espèce
Protesilaus leucosilaus est une espèce d'insectes lépidoptères (papillons) de la famille des Papilionidae, de la sous-famille des Papilioninae et du genre Protesilaus.

## Systématique
Protesilaus leucosilaus a été décrit par Zikán (d) en 1937 sous le nom de Papilio leucosilaus.
Synonymes :  Eurytides leucosilaus.

## Description
Protesilaus leucosilaus est un papillon blanc orné de lignes noires, aux ailes antérieures le long du bord externe et six partant du bord costal, assez courtes sauf la plus proche de l'apex qui rejoint l'angle interne, aux ailes postérieures trois partant du bord costal et allant jusqu'à l'angle interne et caractérisé sur chaque aile postérieure sa très grande queue et une lunule rouge en position anale.

## Écologie et distribution
Protesilaus leucosilaus est présent au Brésil.

### Protection
Pas de statut de protection particulier.